# Valentina Saba
Valentina Saba Abusada (Lima, 9 de septiembre de 1987) es una actriz peruana, que ha participado en series de televisión y películas nacionales.

## Biografía
Nació en Lima el 9 de septiembre de 1997, bajo el nombre completo de Valentina Saba Abusada. Realizó sus estudios escolares en el Colegio Peruano Alemán Alexander von Humboldt. Tras terminar la secundaria, estudió la facultad de artes escénicas en la Pontificia Universidad Católica del Perú, siendo egresada en 2020.
Saba comenzó su carrera artística en el año 2019, cuando asume el protagónico de la película de terror Sebastiana la maldición del director Augusto Tamayo San Román, y alcanzó el estrellato interpretando al personaje de Sebastiana, una mujer que se venga de su novio por su infidelidad.
Gracias a su papel en la ficción, le ha permitido incursionarse en la televisión peruana, incorporándose al reparto antagónico principal de la telenovela Maricucha en el año 2022 como Carla Pardo, la expareja de Renato Montero, volviendo a interpretar al personaje en la segunda temporada de la trama.
En el teatro peruano, fue parte del reparto central de la obra juvenil No te mates en mi casa en el año 2022, conformando el elenco junto a Vania Torres, Mario Mendoza y Diego Salinas. Al año siguiente, se acreditó en el reparto principal de la otra ficción teatral El Diablo, interpretando a la exesposa del protagonista Yevgueni Irténiev, interpretando por el actor Sebastián Stimman.
En el cine, participó en los repartos de las películas Encintados (2022) como la Cliente de Tienda, y La herencia de Flora (2024) en un rol menor.[cita requerida] Fue parte del elenco central de la película Cuadrilátero del cineasta Daniel Rodríguez Risco en 2023, bajo el papel de Lucía.[cita requerida]
Participó en el elenco protagónico del montaje Apenas el fin del mundo en 2024, interpretando a Suzanne y fue estrenado en el Nuevo Teatro Julieta. En ese mismo año, fue protagonista de la obra dramática El efecto Proust al lado de Diego Salinas por una corta temporada, interpretando al personaje de Romina, el amor del pasado de Matías.
En el año 2024, ingresa al reparto principal de la telenovela cómica romántica Nina de azúcar, asumiendo el papel de Valentina Montes, la hija de Leandro Montes y Alessandra de la Torre, quién se relacionaría con su guardaespaldas Bruno Garay.

## Filmografía

### Televisión
- Maricucha (2022-2023), Carla Pardo D'Alessio (antagonista principal).
- Luz de esperanza (2023-2024), Dra. Alicia Orbegoso (reparto principal).
- Nina de azúcar (2024-2025), Valentina Montes de la Torre (reparto principal).

### Cine
- Sebastiana la maldición (2019), Sebastiana (protagonista y debut actoral).
- Encintados (2022), Cliente de tienda (reparto recurrente).
- La herencia de Flora (2024), reparto principal.
- Cuadrilátero (2025), Lucía (reparto principal).

### Teatro
- No te mates en casa (2022), reparto central.
- El Diablo (2023), reparto central.
- Apenas el fin del mundo (2024), Suzanne (reparto central).
- El efecto Proust (2024), Romina (protagonista).